# Бадахшан (провинция)
Бадахша́н (пушту ‎и дари بدخشان) — провинция на северо-востоке Афганистана. Часть исторической области Бадахшан. Площадь составляет 44 059 км².
Население по данным на июнь 2019 года — около миллиона человек. Столица — город Файзабад.

## Этимология
Название провинции по одной версии происходит от авест. «barź-: bŗź-: barəšnu-» — высота, вершина/
Наиболее вероятной считается версия происхождения названия от др.-перс. «patiōxšana» — „верховье Вахша“. В древности название «Вахш» носила вся река Амударья, которая в античных источниках упоминается под названием «Oxos», что является греческой передачей названия «Вахш». Как название реки и области Вахш или Вахшу упоминается также в священной книге зороастрийцев «Авеста» и в древних санскритских текстах.

## География
Провинция Бадахшан граничит с Горно-Бадахшанской автономной областью и Хатлонской областью Таджикистана (на севере и северо-западе), с Пакистаном (на юго-востоке), с Китаем (на крайнем востоке), а также с афганскими провинциями Тахар (на западе), Панджшер (на юго-западе) и Нуристан (на юге). Далеко на восток от основной части Бадахшана простирается длинный и узкий Ваханский коридор. Большая часть провинции занята горными хребтами Гиндукуша и Памира.
Обычная для провинции растительность включает луга и берёзовые леса. Для более высокогорных районов характерны альпийские луга и горные пустыни. К югу от Файзабада территория представляет собой полупустыни, основной растительностью в которой являются колючие кустарники и акации.

## История
В древности через провинцию Бадахшан проходил Великий шёлковый путь.
Марко Поло в «Книге о разнообразии мира» пишет:

Из Бадасиана [Бадахшана] двенадцать дней на восток и северо-восток едешь по реке, принадлежит она брату бадасианского владетеля. Много там городков, посёлков. Народ храбрый, молится Мухаммеду. Через двенадцать дней другая область, не очень большая, во всякую сторону три дня пути; называется она ВАХАН. Народ мусульмане, говорит своим языком, в БИТВАХ ХРАБР. Владетель зовётся Нон, а по- французски это значит граф… Много тут и зверей диких, и всякой дичи. Отсюда три дня едешь на северо-восток, всё по горам, и поднимаешься в самое высокое, говорят, место в свете. На том высоком месте между двух гор находится равнина, по которой течёт славная речка. Лучшие в свете пастбища тут; самая худая скотина разжиреет здесь в десять дней. Диких зверей тут многое множество. Много тут больших диких баранов; рога у них в шесть ладоней и поменьше, по четыре или по три. Из рогов тех пастухи выделывают чаши, из них и едят; и ещё из тех же рогов пастухи строят загоны, где и держат скот. Двенадцать дней едешь по той равнине, называется она Памиром; и во всё время нет ни жилья, ни травы; еду нужно нести с собою. Птиц тут нет оттого, что высоко и холодно. От великого холоду и огонь не так светел, и не того цвета как в других местах, и птица не так хорошо варится.— Марко Поло. Книга о разнообразии мира. / Пер. И. П. Минаева.
В XIX веке в провинции правили «хакимы» (наместники короля).
В начале XX века в Бадахшане изготавливали на продажу шерстяные ткани и халаты «берек» из неё, особо ценилась ткань «нехи». Также жители провинции изготавливали мыло. По всему Афганистану целнилось мыло, сделанное в Рустаке.
В годы Афганской войны (1979—1989) в провинции Бадахшан в уездах[уточнить] Файзабад, Бахарак и Кишим дислоцировались подразделения (батальоны) 860-го отдельного мотострелкового полка.
В конце 1990-х — начале 2000-х годов провинция Бадахшан, как и Панджшер, являлась одним из центров противостояния движению «Талибан».

## Демография
Большую часть населения провинции представляют таджики, говорящие на языке дари. Кроме того, здесь проживают народы, говорящие на памирских языках: рушанском, шугнанском, мунджанском, ишкашимском, ваханском. Следующие по численности группа — узбеки, киргизы и пуштуны. Большая часть населения — мусульмане-сунниты, хотя часть памирских народов исповедует исмаилизм.
Провинция отличается одним из самых высоких уровней материнской смертности в мире; это связано главным образом с почти полным отсутствием инфраструктуры здравоохранения, труднодоступностью многих поселений и наиболее суровыми зимами в стране.
| Год              | Всего жителей | женщин  | мужчин  |
| ---------------- | ------------- | ------- | ------- |
| 2003 (перепись)  | 715 000       |         |         |
| 2019–2020 расчёт | 1 035 658     | 508,104 | 527 554 |
| 2020–2021 расчёт | 1 054 087     | 517 147 | 536 940 |
| 2021–2022 расчёт | 1 072 785     | 526 323 | 546 642 |

На 2021 год средний размер семьи в провинции Бадахшан составлял 7,5 человек, число домохозяйств (семей) — 142 220.

## Административное деление

Карта провинции Бадахшан

После 2005 года провинция Бадахшан делится на 28 районов.
| №  | Название района  | Административный центр | Население, чел. (2003) | Население, чел. (2019) |
| -- | ---------------- | ---------------------- | ---------------------- | ---------------------- |
| 1  | Аргандж-Хва      |                        | 12 000                 | 17 887                 |
| 2  | Аргу             |                        | 45 000                 | 87 091                 |
| 3  | Бахарак          | Бахарак                | 14 000                 | 31 991                 |
| 4  | Вардудж          |                        | 17 000                 | 24 285                 |
| 5  | Вахан            | Хандуд                 | 13 000                 | 16 583                 |
| 6  | Дарайм           |                        | 65 000                 | 68 419                 |
| 7  | Маймай           | Джамарч-и Бала         | 21 000                 | 29 376                 |
| 8  | Нусаи            | Нусаи                  | 11 000                 | 25 722                 |
| 9  | Джирм            | Джирм                  | 3000                   | 41 910                 |
| 10 | Зебак            | Зебак                  | 7000                   | 8 749                  |
| 11 | Ишкашим          | Ишкашим                | 11 000                 | 15 407                 |
| 12 | Кишим            | Мешхед                 | 63 000                 | 89 833                 |
| 13 | Кохистан         |                        | 12 000                 | 18 410                 |
| 14 | Куран-ва-Мунджан | Куран-ва-Мунджан       | 8 000                  | 10 577                 |
| 15 | Куф-Аб           | Калаи-Куф              | 16 000                 | 24 807                 |
| 16 | Рагистан         | Зираки                 | 37 000                 | 44 004                 |
| 17 | Тагаб            |                        | 22 000                 | 31 207                 |
| 18 | Тишкан           |                        | 23 000                 | 33 165                 |
| 19 | Файзабад         | Файзабад               | 46 000                 | 75 577                 |
| 20 | Хвахан           | Деххахан               | 25 000                 | 18 411                 |
| 21 | Хаш              |                        | 48 000                 | 42 306                 |
| 22 | Шахри-Бузург     | Шахри-Бузург           | 42 000                 | 58 103                 |
| 23 | Шикаи            | Джорф                  | 26 000                 | 29 248                 |
| 24 | Шохада           |                        | 31 000                 | 38 387                 |
| 25 | Шигнан           | Калех Барпандже        | 24 000                 | 30 945                 |
| 26 | Яван             |                        | 27 000                 | 36 037                 |
| 27 | Ямган            |                        | 20 000                 | 28 595                 |
| 28 | Яфтали-Суфла     |                        | 39 000                 | 58 626                 |
|    | Всего            |                        | 715 000                | 1 035 658              |

## Экономика
В шахтах на юге современной провинции Бадахшан с древнейших времён добывается лазурит. Последние геологические исследования показали также наличие в Бадахшане месторождений драгоценных камней, в частности — изумрудов и рубинов. Несмотря на огромные запасы полезных ископаемых в недрах, сегодня Бадахшан представляет собой один из наиболее бедных уголков мира.
В бедной экономике Бадахшана большое место занимает выращивание, начальная переработка и траспортировка опиумного мака.
Основной путь опиатов начинается в районе Джирм, проходит через бахаракский базар, далее транспортируется в район Шигнан, где опиатный «центр» находится на плато Шива, затем основная часть попадает в посёлок Башур и оттуда транспортируется в Таджикистан по мосту через Пяндж в таджикский город Хорог, а меньшие потоки наркотиков контрабандисты перевозят на лодках через Пяндж в других местах.

## Известные люди
- Бурхануддин Раббани (1940—2011) — уроженец района Яфтал провинции Бадахшан, президент Афганистана в 1992–2001 годах и руководитель партии Исламское общество Афганистана.
- Устад Ахмад Лахаури (1580—1649) — бадахшанский архитектор, создатель Тадж-Махала.
- Тахир Бадахши (1933—1979) — культурный и политический деятель Афганистана, основатель Революционной организации (дари ﺳﺎﺯﻣﺎﻥ ﺍﻧﻘﻼﺑﯽ ﺯﺣﻤﺘﮑﺸﺎﻥ ﺍﻓﻐﺎﻧﺴﺘﺎﻥ — Сазмани Инкилаби Захматкашани Афганистан).
- Абдул Латиф Педрам (род. 1963) — уроженец района Маймай, лидер Партии национального конгресса Афганистана в 2006—2017 годах.
- Салахуддин Раббани — министр связи и министр иностранных дел Афганистана в период с 2009 по 2016 год.